# Kubu Marapalam
Kubu Marapalam is een bestuurslaag in het regentschap Padang van de provincie West-Sumatra, Indonesië. Kubu Marapalam telt 5870 inwoners (volkstelling 2010).